# Gare de Lion

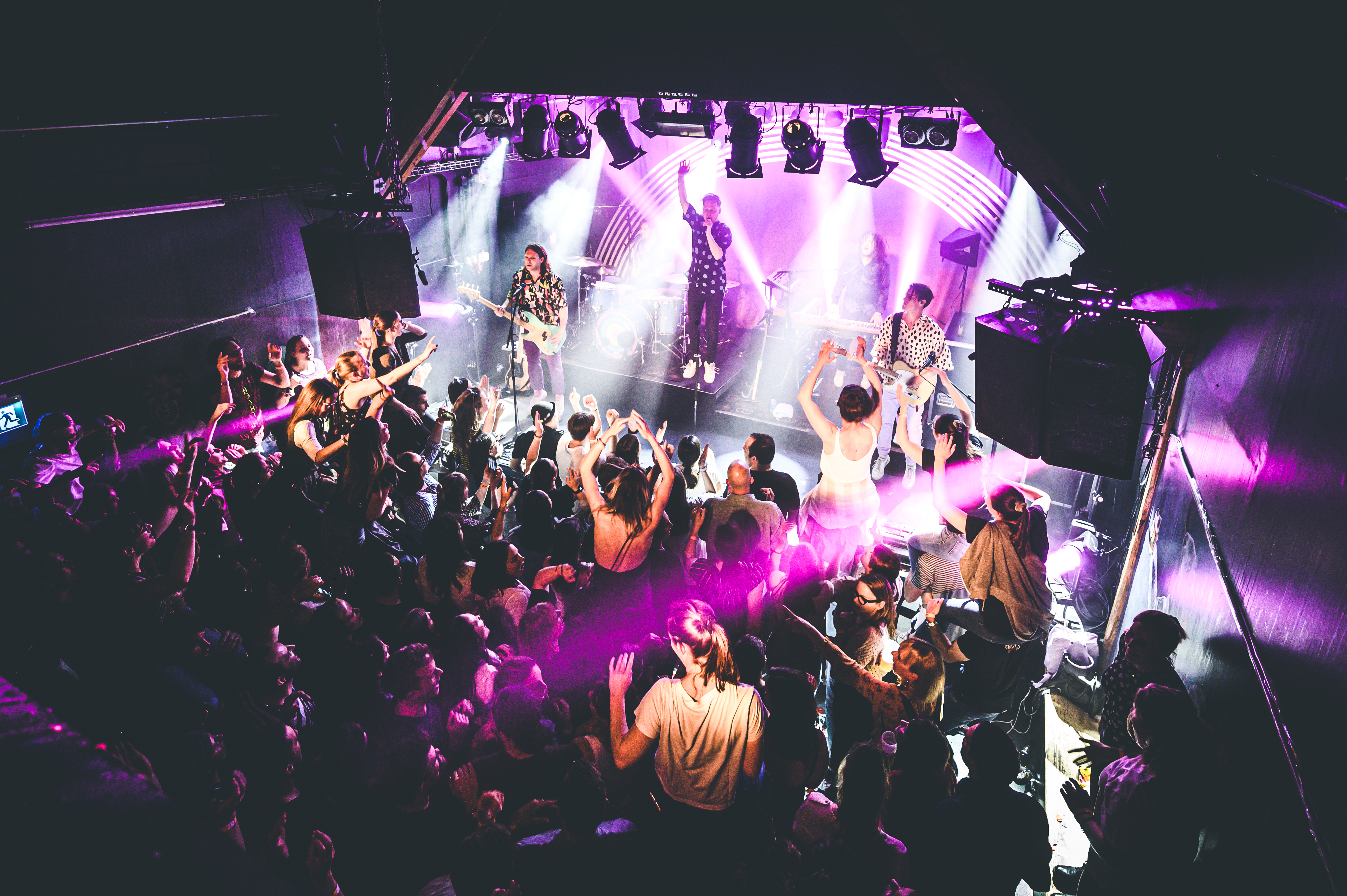
Konzert der Schweizer Pop-Rock-Gruppe Hecht (Band) im Gare de Lion (2022)

Der Kulturbahnhof Gare de Lion ist ein Veranstaltungslokal in Wil SG (Schweiz). Betreiber des Gare de Lion ist seit 2007 der Verein Kulturzentrum Wil. Seit 1989 finden im Gare de Lion (früher «Remise Wil») regelmässig Veranstaltungen statt. Heute verzeichnet der Gare de Lion jährlich ca. 10'000 Besucher.

## Geschichte
Die kulturell ereignisreiche Zeit der 80er Jahre in Wil wurde von damaligen Aktivisten im Jahr 2001 im Rahmen der Ausstellung «Wilde Zeiten» im Hof zu Wil aufgearbeitet.
Das Gebäude war früher die Lokremise des Bahnhofs Wil.

## Der Gare de Lion heute
Nachdem zwischen 1989 und 2007 in der ehemaligen Lokremise unter verschiedenen Betreiberkonstellationen Kultur, Konzerte und Partys veranstaltet wurden, übernahm Ende 2007 der heutige Betreiberverein «Kulturzentrum Wil» den Betrieb. Die programmatischen Schwerpunkte der Remise wurden übernommen, jedoch durch die häufigere Durchführung von Konzerten – auch mit lokalen Bands – Lesungen, Poetry Slam, Comedy, Kleintheater und weiteren Veranstaltungen ergänzt. Der Konzeptname „Kulturbahnhof Gare de Lion“ nimmt einerseits Bezug auf die ursprüngliche Nutzung des Gebäudes als Lokremise und die Remise als Club, andererseits auch auf die Bewegung der Kulturlöwen.
Seit 2019 organisiert eine dreiköpfige Betriebsleitung die Kernressorts und den operativen Betrieb. Im Eventbetrieb arbeiten rund 40 Personen. Im Rahmen einer Leistungsvereinbarung mit Stadt und Kanton finden im Gare de Lion jährlich über 60 öffentliche Veranstaltungen pro Jahr statt; möglich macht dies nicht zuletzt aber das hohe Mass an Ehrenamtlichkeit der Beschäftigten.
Die Bandbreite der Aktivitäten ist gross; so wird beispielsweise nebst dem regulären Clubbetrieb das Fête de Lion Festival veranstaltet und über die Sommermonate eine Aussengastronomie betrieben.
Auch der Fördercharakter ist traditionell zentral: U.a. mit dem Newcomer-Fördercontest bandXost erhalten regionale Musikerinnen und Musiker eine Auftrittsmöglichkeit und die Mitarbeit im Betrieb ist dank vereinsinternen Weiterbildungsangeboten (beispielsweise Bar oder Technik) sehr niederschwellig.
Der Gare de Lion ist Mitglied bei Petzi, dem Dachverband Schweizer Clubs & Festivals.

## Referenzen
Folgende Künstler sind u. a. bereits im Gare de Lion aufgetreten: Afu-Ra, Amon Amarth, The Beatnuts, Beatsteaks, Big Daddy Kane, Blumentopf (Band), Bushido (Rapper), Carnage (Band), Casper (Rapper), Celtic Frost, Chali 2na, Che Sudaka, Chi Coltrane, Comeback Kid, CunninLynguists, Danko Jones, David Jach, Delinquent Habits, Dimmu Borgir, Donots, Dunkelbunt, Eko Fresh, Hecht (Band), Jedi Mind Tricks, Jimi Jules, Johnossi, Jojo Mayer & Nerve (US-amerikanische Band), Kakkmaddafakka, Kashmir (dänische Band), Ken Hensley & Live Fire (Uriah Heep), Kettcar (Band), KRS-One, Lagwagon, Les Sauterelles, Lovebugs, Mad Caddies, Matthew Caws (Nada Surf), Mother’s Finest, Oli P, Onyx (Band), Pegasus (Band), Philipp Fankhauser, Polo Hofer & Schmetterband, Popa Chubby, R. A. the Rugged Man, Samy Deluxe, Sina (Sängerin), Stiller Has, The Animals & Friends, The Hives, Toni Vescoli, Triggerfinger, Vdelli, Wallis Bird, WhoMadeWho, Züri West

## Anerkennung
Der Verein Kulturzentrum Wil nimmt im Gare de Lion eine wichtige Rolle in der Kulturförderung und Kulturvermittlung wahr. Dieses Engagement wurde 2018 von der Stadt Wil mit dem Anerkennungspreis gewürdigt.